# Chór Lira
Chór Lira – polski chór mieszany, który powstał w 1910 w Karwinie-Darkowie i funkcjonuje przy udziale PZKO Darków w Karwinie-Frysztacie.

## Charakterystyka
Chór zrzesza ponad 20 osób, które w większości mieszkają poza Darkowem. Chórzyści spotykają się w PZKO w Karwinie – Frysztacie, ponieważ budynek PZKO w Darkowie został zburzony. Chór wyjeżdża w ciągu roku na różne koncerty, ale też śpiewa na imprezach organizowanych przez PZKO Darków.

## Historia
Chór powstał w 1910 roku w Karwinie-Darkowie, gdy miłośnik muzyki student Chmiel zgromadził młodzież, tworząc pierwszy w Darkowie chór mieszany. Próby odbywały się w lokalu Braterstwa w budynku ówczesnej Spółki Ludowej. Kiedy chór zaczął funkcjonować, nazywał się Macierz Szkolna. W roku 1914 wybuch I wojny światowej przerwał działalność chóru. Po zakończeniu wojny ponownie zaczęto śpiewać do wybuchu II wojny światowej.
W 1950 roku odbyła się uroczysta akademia z okazji 40-lecia polskiego ruchu śpiewaczego w Darkowie, na której darkowski chór wystąpił pod nową nazwą – Lira. W roku 1955 był powołany chór męski Lira. Dyrygenturę objął Józef Wierzgoń. Po odejściu młodego dyrygenta do służby wojskowej, jego miejsce zajął Karol Gąsior. W roku 1956 powstał w Darkowie także chór żeński Lira z dyrygentem K. Gąsiorem. W styczniu 1958 roku chóry zostały połączone. Chór liczył wówczas około 60 śpiewaków. Na konkursie śpiewaczym w Czeskim Cieszynie zajął 1. miejsce w III kategorii i zakwalifikował się do wyższej kategorii II. W roku 1960 odbyła się uroczysta akademia z okazji 50. rocznicy chóru. Z tej okazji Lira została odznaczona przez Zarząd Główny ZPZŚiI Złotą Odznakę Honorową I stopnia. W roku 1961 został nowym dyrygentem chóru Władysław Winkler. Chór liczył 73 śpiewaków.
W latach 70. Lira zdobyła uznanie w gronie najlepszych chórów czeskich. W maju 1971 roku startowała wraz ze zespołami kraju północnomorawskiego w konkursie o nagrodę L. Janáčka we Frydku – Místku i zajęła 3. miejsce. Swój największy sukces Lira zyskała w październiku 1972 roku podczas okręgowych eliminacjach konkursów chórów w miejscowości Příkazy, gdzie uzyskała 1. miejsce ex aequo ze zespołem Ondráš z Nového Jíčina. W roku 1975 na konkursie chórów w Czeskim Cieszynie uzyskała 1. miejsce w I kategorii chórów mieszanych. W 1976 roku koncertowali we Wrocławiu. W 1979 chórzyści wyjechali na IV Światowy Festiwal Chórów Polonijnych w Koszalinie.
W roku 1982 doszło do umowy, na podstawie której Lira występowała dwa razy w roku w Karwinie-Granicach. W czerwcu 1983 roku reprezentowała polski ruch śpiewaczy w Czechosłowacji na Międzynarodowych Spotkaniach Artystycznych nad Wisłą, przebiegających w ramach 750-lecia Torunia. W maju 1984 roku chórzyści zaśpiewali po raz pierwszy w Teplicach nad Beczwą. W 1986 roku Władysław Winkler otrzymał Złotą Odznakę z Laurem Polskiego Związku Chórów i Orkiestr w Warszawie.
W marcu 1990 roku chór wziął udział w konkursie chórów PZKO pod nową batutą prof. Alojzego Kopoczka i w I kategorii chórów mieszanych uzyskała 1. miejsce ex aequo z młodzieżowym chórem Collegium Canticorum. W listopadzie 1993 roku Lira wzięła udział w związkowym przeglądzie pn. Dni Pieśni Chóralnej w Trzyńcu, gdzie zyskała nagrodę specjalną za najlepsze wykonanie pieśni muzyki dawnej. 9 listopada 1997 roku Lira z nową dyrygentką Beatą Pilśniak-Hojką uczestniczyła w Górnośląskich Konfrontacjach Pieśni Patriotycznej w Katowicach, gdzie została oceniona jako drugi z kolei najlepszy chór na Zaolziu. W grudniu 1998 roku doszło do nagrania płyty chóru Liry.
W październiku 2002 roku odbył się pierwszy koncert zwany Darkowską Jesienią. 31 maja 2009 roku chórzyści wzięli udział w IV Dniu Tradycji i Stroju Regionalnego, festiwalu zespołów wokalnych i tanecznych z obu stron Olzy. Chór Lira wystąpił po raz pierwszy w ludowych strojach cieszyńskich, które pożyczył zespołowi ZG PZKO.
W 2018 chór otrzymał Nagrodę im. Stanisława Moniuszki.
W 2019 roku w lipcu chórzyści z Darkowa wyjechali razem z chórem ze Stonawy na Ukrainę do Lwowa, gdzie śpiewali w katedrze pw. Wniebowzięcia Najświętszej Maryi Panny.

## Dyrygenci Liry
- Karol Gąsior (1945-1958)
- Henryk Suchanek (1948)
- Doc. Brunon Rygiel (1955)
- Dr. Józef Wierzgoń (1955, 1958-1961)
- Władysław Winkler (1961-1987)
- Prof. Alojzy Kopoczek (1987-1996)
- Mgr Beata Pilśniak – Hojka (od r. 1996)[3]

## Akompaniament
- Elżbieta Konieczna
- Wanda Miech
- Maria Niemiec
- Marta Bury
- Danuta Palowska
- Anna Jursa
- Adolf Godula
- Franciszek Bury
- Władysław Bartulec
- Krystyna Pyszko
- Helena Popow
- Eva Dziadziová
- Marian Dziadzio